# 草木トンネル (道路)

草木トンネル（くさぎトンネル）は、静岡県浜松市天竜区水窪町にある国道152号のトンネル。延長1,311 m。1992年竣工、1994年開通。トンネルの線形は逆S字の形をしている。

## 建設経緯
当初は、静岡・長野県境の青崩峠を迂回するため三遠南信自動車道（国道474号）の一部として先行供用された。建設中は脆い地質と高圧帯水層による異常出水に苦しめられ、2.2 kmのトンネルとその前後の取付道路に180億円、すなわち 1 kmあたり80億円超を費やすという難工事となり、中央構造線をトンネルで貫くことの困難さを身をもって証明することになった。そこで当トンネル供用開始後の1997年になり、建設予定ルートの地質調査を今回の難工事を踏まえて改めて実施したところ、ここから先のトンネル予定区間である兵越峠の下、すなわち中央構造線外帯側は地盤がきわめて脆弱なことが判明し、高速道路としては適格ではないと判断された。
これを受けて2008年までに同自動車道の計画が、水窪から地盤のやや硬い中央構造線内帯側、すなわち青崩峠西側を通るルートに変更され、その結果青崩トンネルを建設することになり、草木トンネルは同自動車道のルートから外されることとなった。そのため、2008年から2009年にかけて草木トンネルをそれまでの高規格構造（1種3級）から歩道を付した一般道路（3種3級）に格下げするという極めて異例な工事が行われ、制限速度が60 km/hから50 km/hに、案内標識も緑地のものから青地のものに付け替えられた。
2015年（平成27年）4月1日、トンネルは国道474号から国道152号に変更され、浜松市の管理となった。一般道路となった草木トンネルは国道152号から不通区間（青崩峠）を迂回する兵越林道へのバイパス機能や、地域の生活道路として活用されている。